# Pjotr Wolfs
Pjotr Wolfs (21 juni 1997) is een Vlaamse zanger, acteur en regisseur. Tevens is hij Belgisch kampioen “Klask” 2019, een Deens gezelschapsspel. Op het WK in Helsinki verloor hij tegen de wereldkampioen en werd 11de van de wereld.

## Biografie
In 2008 maakte Pjotr Wolfs zijn tv-debuut als winnaar van de eerste editie van Ketnet-talentenjacht Zo is er maar één - De cup. In 2009 was hij kandidaat voor de Vlaamse selectie voor het Junior Eurovisiesongfestival 2009, met het zelf geschreven liedje Allemaal vrienden, maar hij won de preselecties niet. 
Pjotr speelde de rol van Antoine Van Stippelhout, de verwende zoon van een baron, in vijf afleveringen van de derde jaargang van Ketnet-jeugdsoap Amika, uitgezonden vanaf 2010.
Pjotr maakt sedert 2016 deel uit van een student consultancy group voor het bedrijf Mousse-Tache in Gent.
In 2017 heeft hij de videoclip 'Pina Colada' van K3 geregisseerd
In 2024 regiseerde hij mee het 12de seizoen van De Mol.

## Referentie
- (en)   Pjotr Wolfs in de Internet Movie Database